# Honza Zamojski
Honza Zamojski (ur. 16 listopada 1981 w Poznaniu) – polski artysta współczesny, kurator i wydawca. Autor rysunków, instalacji i filmów wideo.

## Życiorys
W 2000 ukończył Liceum Ogólnokształcące św. Marii Magdaleny w Poznaniu. W latach 2000–2002 studiował na kierunkach kulturoznawstwo i filozofia na Wydziale Nauk Społecznych Uniwersytetu im. Adama Mickiewicza w Poznaniu, które przerwał po dwóch latach, rozpoczynając studia na poznańskiej Akademii Sztuk Pięknych w Pracowni Projektowania Znaku i Typografii. Pracę dyplomową w postaci książki We Came From Beyond/We Go Far Beyond obronił w 2008 z wyróżnieniem. Publikacja ta została wydana w nakładzie 300 egzemplarzy przez Galerię Starter i zawierała rejestrację dwóch projektów artystycznych („We Came From Beyond” i „We Go Far Beyond”), których kuratorem był Zamojski – wywiady z artystami, eseje i fotografie. Wydanie książki zyskało dofinansowanie w ramach rządowego programu stypendialnego „Młoda Polska”.
W 2008 uzyskał stypendium Miasta Poznania, a w ramach Visegrad Artist Residency Programme otrzymał stypendium rezydencyjne na pobyt w Pradze i realizację projektu artystycznego w Galerii Školská. Rok później uzyskał także tzw. Stypendium Wyszehradzkie finansowane przez Międzynarodowy Fundusz Wyszehradzki.
W 2011 zajął drugie miejsce w 5. edycji konkursu Spojrzenia. W nagrodzonej pracy wykorzystał on „rap do analizy swojego czeskiego pochodzenia, posiłkując się przy tym elementami zaczerpniętymi z twórczości Wu-Tang Clan i filmu Jima Jarmuscha „Ghost Dog”. W 6. edycji konkursu w 2013 był członkiem jury.
Założyciel projektu Outsiders Gallery, członek grupy artystycznej Medicine i stowarzyszenia Starter. Tworzy instalacje prezentowane w galeriach sztuki, zajmuje się także malarstwem i graffiti. Założył niewielkie wydawnictwo Morava. Dla czasopisma Arteon stworzył w 2011 oprawę graficzną corocznego „Rankingu”. Jest twórcą plakatu 16. Wielkanocnego Festiwalu Ludwiga van Beethovena w Warszawie i autorem graficznej oprawy kampanii zimowo-świątecznej 2009/2010 poznańskiego Centrum Handlu, Sztuki i Biznesu Stary Browar. W czerwcu 2013 założył z Grażyną Kulczyk wydawnictwo Mundin, z którym był związany do sierpnia 2014.
Za książkę własnego autorstwa Jak jsem potkal dábla w 2010 podczas Warszawskich Targów Książki otrzymał wyróżnienie jubileuszowego 50 Konkursu „Najpiękniejsza Książka Roku 2009” w dziale „VIII – Katalogi, bibliofilskie i inne”, przyznawane przez Polskie Towarzystwo Wydawców Książek, a w 2011 zdobył Brązowy Medal w konkursie „Najpiękniejsza Książka Świata 2010”, towarzyszącym Międzynarodowym Targom Książki w Lipsku.
W tym samym roku został laureatem Plebiscytu Radiowego Domu Kultury, organizowanego przez Program III Polskiego Radia, otrzymując tytuł Kulturysty Roku, a także został nominowany w kategorii Sztuki wizualne do nagrody Paszport „Polityki”. W 2012 został uhonorowany Medalem Młodej Sztuki.
Prowadzi cykl wykładów „How it’s made”, prezentowany dotychczas m.in. w : Centre Georges Pompidou w Paryżu, Museum of Modern Art w Nowym Jorku i Printed Matter New York.
Jest zatrudniony na stanowisku asystenta w II Pracowni Fotografii Katedry Fotografii na Wydziale Komunikacji Multimedialnej Uniwersytetu Artystycznego w Poznaniu.

## Wystawy
- 2016
  - Transparent, NewBridge Project, Newcastle upon Tyne, Wielka Brytania (wspólnie z Konradem Smoleńskim)[19];
  - Conflict, Lisa Cooley, Nowy Jork, USA;
  - A – NA – TO – MY, Biuro Wystaw Artystycznych, Zielona Góra[20].

- 2015
  - Przestrajanie. Leszek Knaflewski i Audiosfera, Centrum Sztuki Współczesnej Zamek Ujazdowski, Warszawa[21];
  - Dio Horia in Mykonos, Dio Horia, Mykonos, Grecja[22];
  - they, them, DREI, Kolonia, Niemcy[23];
  - !CHAMPAGNE!, BeatTricks, Mediolan, Włochy[24];
  - Four Eggs Theory, FUTURA, Praga, Czechy (wystawa indywidualna)[25].

- 2014
  - Narration Compositions and Reltaions Between an Object and a Viewer from an Omniscient Narrator Perspective, GOOD PRESS, Glasgow, Wielka Brytania (wystawa indywidualna)[26];
  - 1+1+2+3+5+8, onestar press, Paryż, Francja (wystawa indywidualna);
  - Father God, Personal Jesus and Family Portrait, Drei, Kolonia, Niemcy (wystawa indywidualna);
  - Artloop Festiwal, Sopot;
  - I Can’t See Anyone Else Smiling In Here, Drei, Kolonia, Niemcy;
  - International Triennial of Contemporary Art – Port Izmir 3, Izmir, Turcja;
  - Wystawa – plakat – wystawa, Galeria Dizajn – BWA Wrocław;
  - Self Portrait with Fish, Andrew Kreps Gallery, Nowy Jork, USA (wystawa indywidualna)[27][28].

- 2013
  - Góra i dół, Zachęta Narodowa Galeria Sztuki, Warszawa (wspólnie z Robertem Maciejukiem);
  - Z prawdopodobieństwem, że ktoś zobaczy, Galeria Foksal, Warszawa;
  - VAR FORBI – TTC Gallery 2006–2012, Kunsthal Charlottenborg, Kopenhaga, Dania;
  - Anakonda, Artissima 20, Turyn, Włochy;
  - Fishing with John, Galeria Foksal, Warszawa (wystawa indywidualna);
  - Jak się staje, kim się jest, BWA, Tarnów[29];
  - Twisted Entities, Museum Morsbroich, Leverkusen, Niemcy;
  - Focus Poland Project 3: Take 5, Centrum Sztuki Współczesnej Znaki Czasu, Toruń[30];
  - Book Machine, Centre Pompidou, Paryż, Francja.

- 2012
  - New Drawings, Portraits and a Poem, Galeria Arsenał, Białystok (wystawa indywidualna)[31];
  - M D R N B D S M, Galeria Sztuki Współczesnej „Bunkier Sztuki”, Kraków (wystawa indywidualna)[32];
  - Banners & Diaries, Artisterium, Tbilisi, Gruzja;
  - Szanuj papier, Piktogram/BLA, Warszawa;
  - Prowizorka, Galeria Miejska Arsenał, Poznań;
  - GRADIENT, Cleopatra’s, Berlin, Niemcy.

- 2011
  - Spojrzenia, Zachęta Narodowa Galeria Sztuki, Warszawa;
  - Monumental Statues, KIM?, Ryga, Łotwa (wystawa indywidualna);
  - Me, Myself and I, Galeria Leto, Warszawa (wystawa indywidualna)[33];
  - 15th Tallin Print Triennial, Tallinn, Estonia.

- 2010
  - I see things, Cleopatra’s, Nowy Jork, USA (wystawa indywidualna);
  - Body in the Library, BWA Design, Wrocław;
  - Seeing New York, Czech Centre New York, Nowy Jork, USA;
  - We Redefine When We Come of Age (1976–1987), Kulturhuset Toldkammeret, Helsingør, Dania;
  - Letni Nieletni, Zachęta Narodowa Galeria Sztuki, Warszawa;
  - Accretations, SKUC Gallery, Lublana, Słowenia;
  - Homo Sentimentalis, Galeria Starter, Poznań;
  - Not there – Miks Mitrevics + Honza Zamojski, Galeria Leto, Warszawa[34].

- 2009
  - Difference Beyond Difference, Centrum Handlu, Sztuki i Biznesu Stary Browar, Poznań;
  - Zniknij nad Wisłą, Warszawa;
  - You want, but you can’t. FAIR ENOUGH, Daiktu Viesbutis, Wilno, Litwa;
  - SURVIVAL #7, Wrocław;
  - A!, Galeria Miejska Arsenał, Poznań;
  - Inne Bajki, Pawilon Wyspiańskiego, Kraków.

- 2008
  - Nie tam, Galeria Działań, Warszawa (wystawa indywidualna);
  - Ukryte #1, BWA, Zielona Góra;
  - Tribute to Wróblewski, Galeria Program, Warszawa.

- 2007
  - Untitled, Galeria Start, Warszawa (wystawa indywidualna);
  - We Came From Beyond, Galeria Starter, Poznań;
  - Manual CC, Galeria Kronika, Bytom[1];
  - Sme tu / Jesteśmy tutaj, Považska Galerie v Žilinie, Żylina, Słowacja;
  - Piekło-Niebo, Studio Plastyczne Ścieżka, Warszawa (wspólnie z Radosławem Szlagą).

- 2006
  - Life in the Undergrowth-for sir David Attenborough, Galeria Enter, Poznań;
  - Liveevil, Galeria Plastyfikatory, Luboń (wspólnie z Jakubem Czyszczoniem);
  - We will be here forever, Cafe Mięsna, Poznań (w ramach projektu Outsiders Gallery);
  - Patrz.. jakie ładne, Galeria AULA, Poznań[35].

## Książki
- Monuments, One Star Press, Paris 2012.
- VIS-A-VIS EN FACE, Morava, Poznań 2012.
- Rymy jak dymy, Morava, Poznań 2011.
- Monuments, fanzine, Poznań 2011.
- Jak jsem potkal dábla, Morava, Poznań 2010.
- We Came From Beyond / We Go Far Beyond, Poznań 2008.

## Życie osobiste
Syn Jana Zamojskiego.